# Felix Leinveber
Felix Leinveber (* 1862 in Groß Krebs, Kreis Marienwerder; † 16. Mai 1934 in Braunlage) war ein deutscher Verwaltungsjurist und Kommunalbeamter.

## Leben
Leinveber studierte an der Albertus-Universität Königsberg Rechtswissenschaft und wurde am 28. Dezember 1885 beim Amtsgericht in Dt. Eylau Westpreußen als Referendar vereidigt. Wie Paul Albrecht wurde er 1882 im Corps Hansea Königsberg recipiert.  Ab dem 1. April 1892 bis 1897 war er als besoldeter Stadtrat beim Magistrat Nordhausen tätig. 1897 wurde er zum Bürgermeister von Bernburg (Saale) gewählt. Als Oberbürgermeister wurde er 1909 wiedergewählt. Dieses Amt hatte er bis 1919 inne. Als er in Braunlage zur Erholung weilte, erlag er mit 73 Jahren einem Herzinfarkt. Beerdigt ist er in Goslar, wahrscheinlich auf dem Alten Friedhof. Er hinterließ seine Frau Elsbeth Leinveber und den Sohn Dr. iur. August Felix "Gerhard" Leinveber (* 18. September 1905 in Bernburg), der zuletzt Oberregierungsrat in Bad Harzburg war und 1971 starb. Der am 28. Juli 1900 in Bernburg (Saale) geborene Sohn Wilhelm "Herbert" Leinveber starb 1927 als cand. iur. mit 26 Jahren.